# Żośna (gmina)
Żośna (początkowo Łośnia, Żośno) – dawna gmina wiejska istniejąca do 1939 roku w woj. nowogródzkim/Ziemi Wileńskiej/woj. wileńskim (obecnie na Białorusi). Siedzibą gminy był folwark Żośna (lub Żośno; 101 mieszk. w 1921 roku), a następnie wieś Słoboda (175 mieszk. w 1921 roku).
Początkowo gmina należała do powiatu wilejskiego. 7 listopada 1920 r. została przyłączona do nowo utworzonego powiatu duniłowickiego pod Zarządem Terenów Przyfrontowych i Etapowych. 19 lutego 1921 r. wraz z całym powiatem weszła w skład nowo utworzonego województwa nowogródzkiego. 13 kwietnia 1922 roku gmina wraz z całym powiatem duniłowickim została przyłączona do objętej władzą polską Ziemi Wileńskiej, przekształconej 20 stycznia 1926 roku w województwo wileńskie. 1 stycznia 1926 roku nazwę powiatu duniłowickiego zmieniono  na powiat postawski. 1 kwietnia 1927 roku części obszaru gminy Żośna włączono do gmin Wołkołata i Mańkowicze. 1 kwietnia 1929 roku część obszaru gminy (5 miejscowości) przyłączono do gminy Krzywicze w powiecie wilejskim. 
Po wojnie obszar gminy Żośna wszedł w struktury administracyjne Związku Radzieckiego.

## Demografia
Według Powszechnego Spisu Ludności z 1921 roku gminę zamieszkiwało 6 020 osób, 2 344 było wyznania rzymskokatolickiego, 3 659 prawosławnego, 27 mahometańskiego. Jednocześnie 2 332 mieszkańców zadeklarowało polską przynależność narodową, 3 664 białoruska, 4 małoruską, 3 litewską, 14 tatarską a 3 rosyjską. Było tu 1 053 budynków mieszkalnych.